# Diatenopteryx grazielae
Diatenopteryx grazielae är en kinesträdsväxtart som beskrevs av A.M.S. da Fonseca Vaz & R.H.P. Andreata. Diatenopteryx grazielae ingår i släktet Diatenopteryx och familjen kinesträdsväxter. Inga underarter finns listade i Catalogue of Life.